# 雫 (アダルトゲーム)
『雫』（しずく）は、1996年にLeafが企画・製作し、アクア（現アクアプラス）より発売されたノベルタイプのアダルトゲームであり、リーフ・ビジュアルノベル・シリーズ（LVNS）の第1弾。
2004年に、CGの描き直し、及びキャラクターボイスを追加したCD-ROM版・DVD-ROM版が発売された。
『弟切草』の手法でアダルトゲームを作ることをコンセプトとした本作は、主人公が一人の生徒として学園で起きた謎の連続事件を調べる内容である。

## あらすじ
とある学園の生徒副会長を務める太田香奈子が、授業中に卑猥な言葉を叫びながら発狂する事件が発生した。
日常を嫌悪し「狂気」に憧れる主人公・長瀬祐介は、彼女が学校で怪しげな集会に参加していたという情報を得た。発狂の原因を探るために教師を務める叔父に事件の調査を依頼される。

## 登場人物
声が付いているのはDVDリメイク版のみ。
長瀬 祐介（ながせ ゆうすけ）
主人公。17歳。内向的で妄想に耽ることを好み、狂気に憧れている。
その一方、現実逃避ばかりをしている自分に嫌悪感を抱いており、変化を求めている。
後に発売された『初音のないしょ!!』ミニゲームでもイラスト付きで登場。その際の顔を脚本家の高橋は「かわいい系」と表現している。
新城 沙織（しんじょう さおり）
声：鷹月さくら
12月14日生（いて座）。血液型はO型。
バレーボール部に所属する生徒。明るく表情が豊かな上、おしゃべりで話し上手でもある。17歳。ロングヘアーでつり目がち。ある重要なことについての目撃者として、物語の渦中へと巻き込まれていく。本人は強く否定しているが、実はオバケが大の苦手。
月島 瑠璃子（つきしま るりこ）
声：一宮桜
8月29日生
17歳。祐介は、去年同じクラスだった彼女にほのかな想いを寄せていた。当時は本を読むことが多く、まさに深窓のお嬢様といった感じの美少女だった。
藍原 瑞穂（あいはら みずほ）
声：立花舞
3月2日生
生徒会書記を務める内気な生徒。17歳。普段は大人しく発言も少ないが、時として意外に頑固な一面を見せることもある。童顔にメガネ、くせっ毛。事件の発端である太田香奈子とは中学以来の親友同士だったことから、奇妙な事件へと巻き込まれていく。土壇場では勇気を持って行動してくれる。
太田 香奈子（おおた かなこ）
声：今井かおる
7月19日生
祐介と同じクラスの生徒で生徒会副会長を務めている。17歳。ある日の授業中、彼女は突如発狂し、自らの爪で顔を血で濡らした。それが事件の発端となる。藍原瑞穂とは、中学の頃からの親友である。
長瀬 源一郎（ながせ げんいちろう）
声：旭剛
祐介の叔父。38歳。祐介の通う高校で現代国語の教師を務めている。今回、学園で発生する事件の学校側の担当者である。
なお、『雫』以降のLeaf作品には、源一郎と類似する独特の雰囲気を持った「長瀬」の人間が頻繁に登場するようになる。Leaf作品の「お約束」の一つである。
月島 拓也（つきしま たくや）
声：田中大輔 / 少年時代：和泉あやか
祐介より一学年上の生徒で、瑠璃子の兄にあたる。
18歳。前生徒会長であり、成績優秀、性格も温和で、生徒のみならず学校側からの信頼も厚い。現在は進学先も決まり、卒業を待つだけである。
桂木 美和子
声：真琴のあ
生徒会役員。17歳。気弱で赤面症な性格の持ち主。
吉田 由紀
声：秋月まい
生徒会役員。17歳。明るくおちゃらけた性格。

## スタッフ
- 脚本：髙橋龍也
- 原画：水無月徹、比呂菊乃助（DVD版）
- 音楽：折戸伸治、石川真也、下川直哉

### 主題歌
2009年版のみ。
- MOON PHASE
  - 作詞：未海
  - 作曲：折戸伸治
  - 編曲：衣笠道雄
  - 歌：Suara

## 開発
シナリオライターとして起用された高橋龍也は、当時のノベルゲームがサスペンスかホラーばかりだったことに加え、設立してから間もないLeafが売れるためには他とは違うことをやる必要があると考えていた。
高橋は大槻ケンヂのイラストを見て、これならできると考え、電波系の要素を取り入れることにした。
執筆に当たり、高橋は当時流行していたプロファイリングや猟奇犯罪、さらには精神障害などに関連する資料を集めた。
本作以前のアダルトゲームで見受けられていた「主人公が事件を解く中で組織の謎を明らかにし、最後に黒幕と対決する」というミステリの構図は本作でも取り入れられた一方、高橋は探偵や組織といったミステリの要素をそのまま入れたくないと考えていた。また、作中世界に対する違和感をわかりやすくするため、ゲーム開始から1分後の場面に主人公の妄想ノートを登場させた。
TINAMIX Vol.1.30のインタビューにて、高橋は大槻の『新興宗教オモイデ教』を参考にしたことを認めつつも、同作のようにドラッグを取り入れるとテーマが散漫になるなどの理由から、本作における精神崩壊の手段としては用いないことにしたと話している。また、同じインタビューの中で、高橋は瑠璃子と月島のキャラクター性は、『オモイデ教』のなつみと教祖というよりはむしろ、大槻の別作品である『キラキラと輝くもの』（『くるぐる使い』収録）からの影響だと話している。
本作のコンセプトは、『弟切草』の手法でアダルトゲームを作るというものであり、その一環としてマルチエンド形式が取り入れられた。
マルチエンドを取り入れた理由として、高橋は『弟切草』を仲間内でプレイした際に、皆の話をすり合わせてシステムが見えてくる様子が面白かったと前述のインタビューの中で話している。高橋は喪失感の残る瑠璃子ルートで終わらせるつもりだったが、受け入れられないプレイヤーがいると考え、明るい結末のルートも用意した。また、マルチエンドにしたことにより、プレイヤーがすべてのヒロインを攻略するようになったと高橋は振り返っている。
高橋は瑠璃子をお気に入りだとしつつも、彼女を好まないプレイヤーが出てくると考え、作品の人気を得るために沙織が用意された。沙織には、鬱屈した状態を乗り越えて明るく楽しく過ごしていることを主人公に見せるというコンセプトがたてられた。
2007年に発刊された『新興宗教オモイデ教外伝』（原田宇陀児・小学館ガガガ文庫）には、本作のオマージュと思しき要素が散見される（メグマ波を「毒電波」と表現するくだりなど）。著者の原田は、もともと他社作品にてシナリオライターとしてデビューした経歴を持つが、『雫』の二次創作小説同人誌をきっかけとしてLeafスタッフに見出され、『WHITE ALBUM』のシナリオライターに抜擢された。

### 5分でHシーン
サウンドノベルの手法でアダルトゲームを作るという前代未聞の試みについては、当初Leaf社内でも賛否両論が巻き起こった。協議の末、Leaf上層部からGOサインと引き換えに提示された条件は「開始5分でHシーンに辿り着けるようにせよ」というものであった。ゲームの形式はどうあれ、まずはユーザーが性的な欲求を手軽に満たせるものでなければ、アダルトゲームの市場には送り出せないという判断である（1998年「TECH GIAN」インタビュー記事より）。
その結果、本作では物語序盤の選択肢において捜査依頼を断るだけで簡単に性的描写を伴うシーンに辿り着くことが可能となっている。尤も、その内容は「主人公は無気力な暮らしのままに卒業の日を迎えるが、卒業式の最中に突如参加者全員が発狂し、「仰げば尊し」を合唱しながら乱交を繰り広げる」というバッドエンドである。

## 旧版とリメイク版の違い
- ボイスの付属。
- 原画を新規に書き下ろし（旧版とは別人）。
- 曲のアレンジ。
- シナリオの設定変更による一部書き直し。
- おまけシナリオの一部差し替え

リメイク版のシナリオは、コンピュータソフトウェア倫理機構の規約違反のため、旧版とは一部設定が異なる。その最たるものが近親相姦の描写が禁止となったことで月島兄妹が実兄妹から義兄妹へ変更されたことである。
尚、本作のおまけシナリオには、作成当時のスタッフと雫の登場人物がバトルするという話もあったが、リメイク版のときには退社していたスタッフもいたため削除された。エンディングのクレジットにも旧作スタッフの名前はのっていない。

## 反響
DR2ナイト雀鬼、Filsnownよりも売れたが、当時コピーソフトが横行していたため、プレイヤー数に対して売上は少ない。
作家の森瀬繚によると、発売当初はあまり話題になっておらず、雑誌の紹介記事のスペースもあまり大きくなかったとしているが、その後BBSを中心に話題になったという。
本作の発売以前のゲームは、プレイ画面に数文字のメッセージウィンドウが表示される形式が殆どで、このため文字数が大きく制限されており、小説のように「文章を読む」行為に適したものではなく、画像による情報に頼っている部分が大きく、物語の表現力に乏しかった。
本作のスタイルは、画面全体に背景画と文章がセットで表示されるため、小説を読むようにゲームを進めることが可能となり、また練り込まれたストーリーを効果的に表現する事に成功した。
この作品の評価は、口コミやパソコン通信（インターネットは普及していなかった）を通じて広まっていき、続けて発売された『痕』、『To Heart』と併せてLeaf自体のネームバリューを高め、それに伴い代表作の一つとなった。

## 評価
紀田伊輔は、TINAMIXに寄せた「ギャルゲーテキスト論」という記事の中で、『痕』ならびに本作のシステムが、プレイヤーのモチベーションを巧妙に刺激していると評価している。具体的には、特定のエンディングを迎えることで全体フラグが立ち、ほかのエンディングに進めるという仕組みであり、個別ルートに進むにはまずバッドエンドを通過する必要があり、ルートの攻略順は実質上作り手側に制御されているもののようだと紀田は指摘している。
それでも、このシステムに対してあまり不満がないのは、思い通りの結末がなかなか迎えられない不満感や後悔を次のプレイへのモチベーションに変化させているためだと紀田は推測している。
相沢恵もTINAMIXに寄せた「永遠の少女システム解剖序論」で、沙織ルートを例に挙げて、紀田と同様の考えを示している。また、相沢は瑠璃子ルートが印象的だったとし、ハッピーエンドで幸せな結末を望むプレイヤーのカタルシスを満たす一方、トゥルーエンドでは精神崩壊を起こして眠り続けるというバッドエンド同然の内容にすることで、コア層のハートをつかんだと述べている。

### カードゲーム
Lycee
シルバーブリッツのカードゲーム、Lyceeに参戦している。収録エキスパンションは、Leaf1.1など。

## 関連作品
- To Heart
  - あるヒロインのルートで登場する少女は、新城沙織をモデル（設定上の名前も「しんじょう さおり」）としていることをスタッフ（高橋龍也・水無月徹）が示唆している[17]。
  - またアニメ版第二期「To Heart 〜Remember my Memories〜」の第8話で藍原瑞穂（と、フィールというキャラが太田香奈子に酷似している）、9話で長瀬祐介が登場しているが、役どころや設定などは雫と異なっている。